# Spilornis
Spilornis – rodzaj ptaków z podrodziny jastrzębi (Accipitrinae) w rodzinie jastrzębiowatych (Accipitridae).

## Zasięg występowania
Rodzaj obejmuje gatunki występujące w Azji Południowej, Południowo-Wschodniej i Wschodniej.

## Morfologia
Długość ciała 38–74 cm, rozpiętość skrzydeł 85–169 cm; masa ciała 420–1800 g. 

## Systematyka

### Etymologia
- Haematornis: gr. αἱμα haima, αἱματος haimatos „krew”; ορνις ornis, ορνιθος ornithos „ptak”[9]. Gatunek typowy: Falco cheela Latham, 1790.
- Spilornis: gr. σπιλος spilos „cętka, plamka”; ορνις ornis, ορνιθος ornithos „ptak”[9]. Nowa nazwa dla Haematornis.
- Bacha: nazwa w hindi Bāsha dla samicy krogulca zwyczajnego (samiec nazywany jest Bāshin)[9]. Gatunek typowy: Falco bido Horsfield, 1821[a].
- Hypaetos: gr. ὑπο hupo „nieco, trochę”; αετος aetos „orzeł”[9]. Gatunek typowy: Falco cheela Latham, 1790.
- Ophaetus: Gr. οφις ophis, οφεως opheōs „wąż”; αετος aetos „orzeł”[9]. Gatunek typowy: Falco cheela Latham, 1790.

### Podział systematyczny
Do rodzaju należą następujące gatunki:
- Spilornis cheela (Latham, 1790) – wężojad czubaty
- Spilornis klossi Richmond, 1902 – wężojad nikobarski – takson wyodrębniony ostatnio z S. minimus[11][12][13].
- Spilornis kinabaluensis W.L. Sclater, 1919 – wężojad górski
- Spilornis rufipectus Gould, 1858 – wężojad celebeski
- Spilornis elgini (Blyth, 1863) – wężojad andamański